# IC 5065
IC 5065 је спирална галаксија у сазвјежђу Микроскоп која се налази на листи објеката дубоког неба у Индекс каталогу.
Деклинација објекта је - 29° 50' 50" а ректасцензија 20h 51m 45,8s. Привидна величина (магнитуда) објекта IC 5065 износи 13,6 а фотографска магнитуда 14,6. IC 5065 је још познат и под ознакама ESO 463-30, MCG -5-49-4, AM 2048-300, PGC 65580.